# Cape

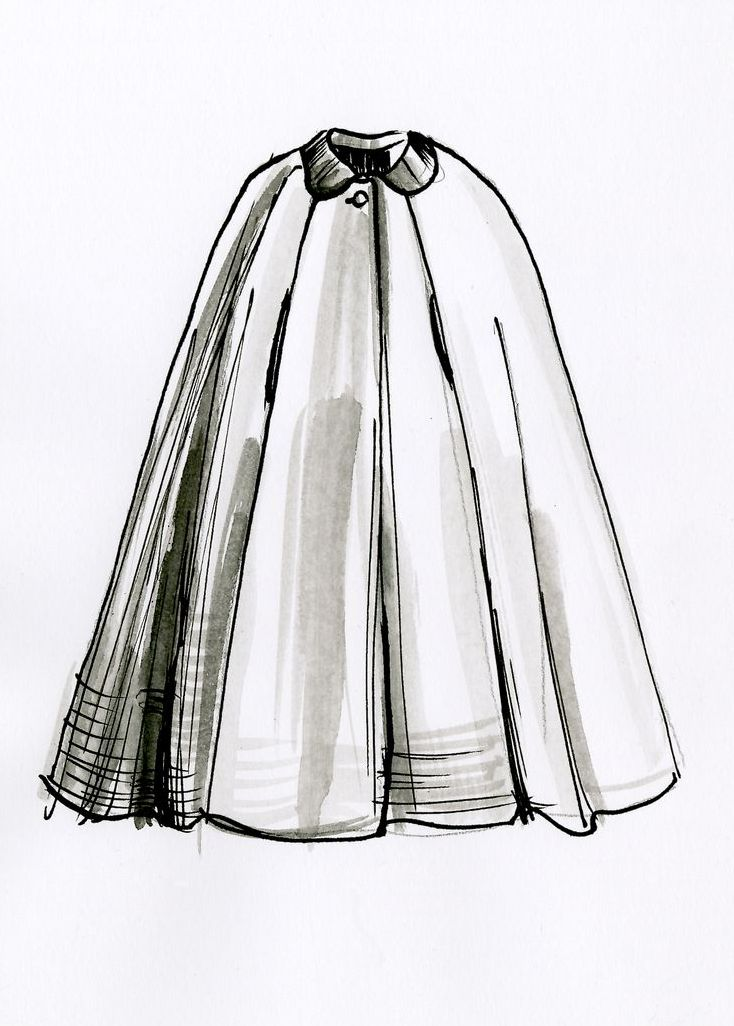
Een cape

Een cape is een mouwloos bovenkledingstuk dat wordt vastgemaakt rond de nek en losjes over de schouders naar beneden hangt. Het is van variabele lengte en kan los over de kleding gedragen worden of vastzitten aan de kleding eronder, zoals aan een langere jas.
Reeds in de late middeleeuwen, maar waarschijnlijk al veel langer, werden capes veelvuldig gedragen. Korte capes van bont of fijne stof werden toegevoegd aan de luxe kleding van rijke of koninklijke personen. Sinds deze tijd maken capes ook deel uit van de kledij van de rooms-katholieke geestelijkheid. Leiders van de kerk dragen capes gemaakt van zijde, fluweel en andere fijnere stoffen en soms uitvoerig geborduurd. Een ferraiuolo wordt bijvoorbeeld buiten religieuze plechtigheden gedragen. Een andere cape, de koorkap, wordt gedragen tijdens liturgische diensten.
Met name in het Victoriaans tijdperk won de cape, aangejaagd door de industriële revolutie, aan populariteit. Na 1915 verdween die weer en kwamen meer lange, rechte jassen in de mode.
De termen cape en mantel worden wel als synoniemen gebruikt. Hoewel de twee kledingstukken erg gelijkend zijn, zijn er een paar subtiele verschillen. Zo is een cape meestal korter. Waar een mantel vaak tot aan de kuiten of helemaal tot aan de grond reikt, valt een cape doorgaans niet verder dan tot aan de heupen of dijen. Een cape is meestal ook smaller, waardoor er – in tegenstelling tot bij de mantel – niet altijd voldoende stof is om ook de voorkant te omsluiten. Een mantel leent zich beter als bescherming tegen slecht weer, een cape dient vaak meer als accessoire.

## Afbeeldingen

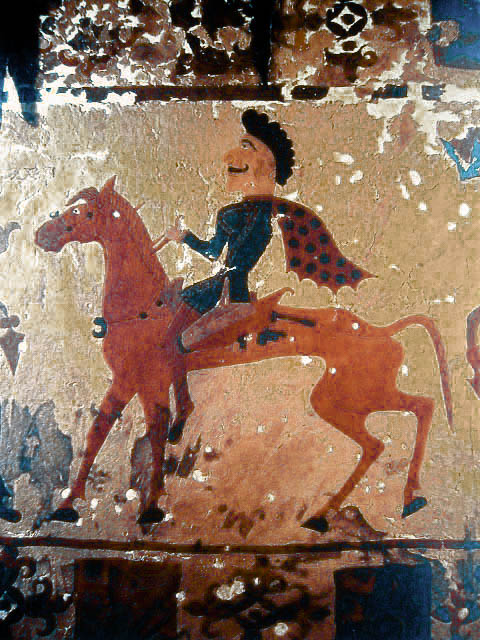
Pazyryk-paardrijder met cape, ca. 300 v.Chr.
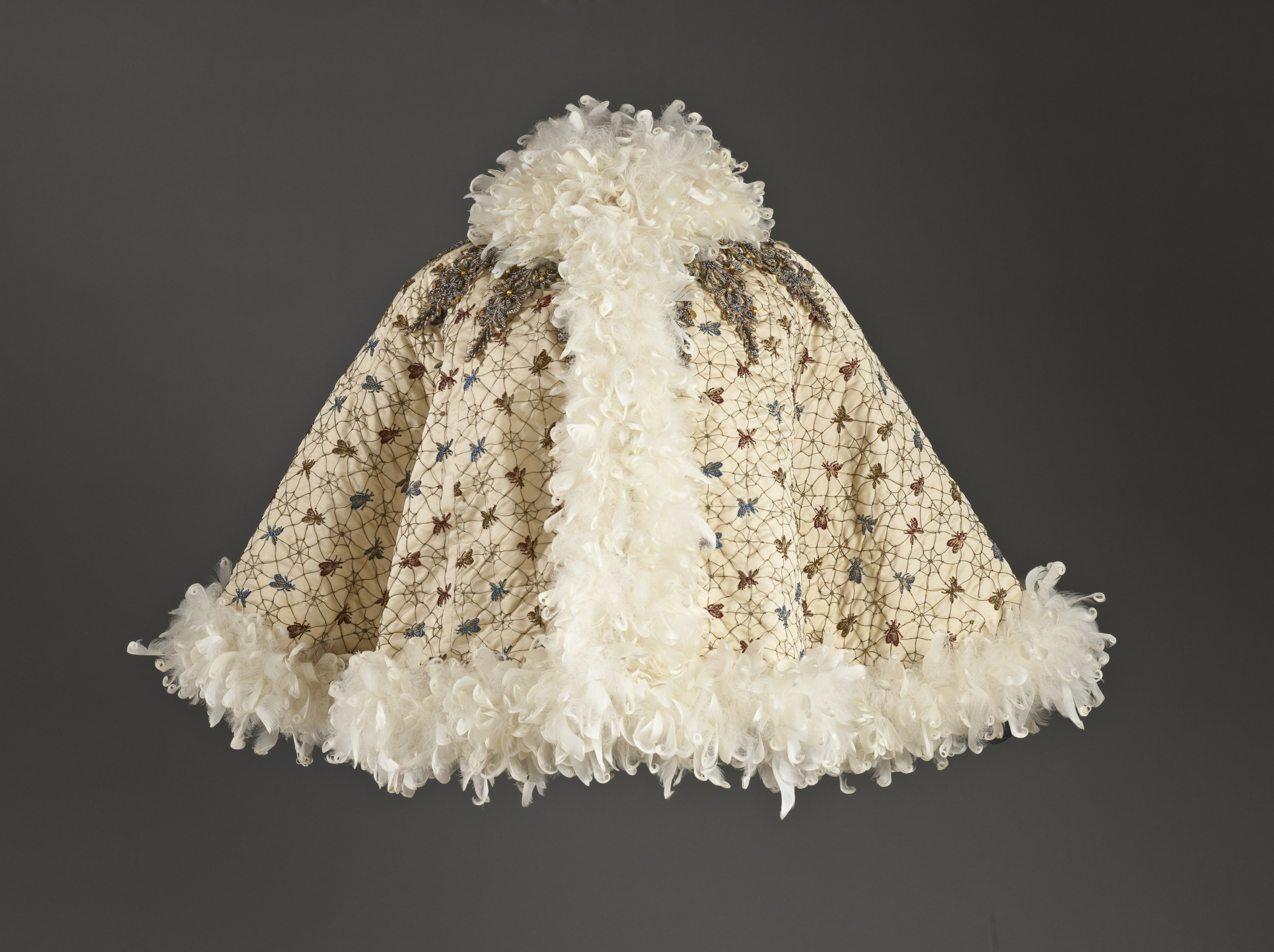
Korte cape of pelerine uit Londen, ca. 1880
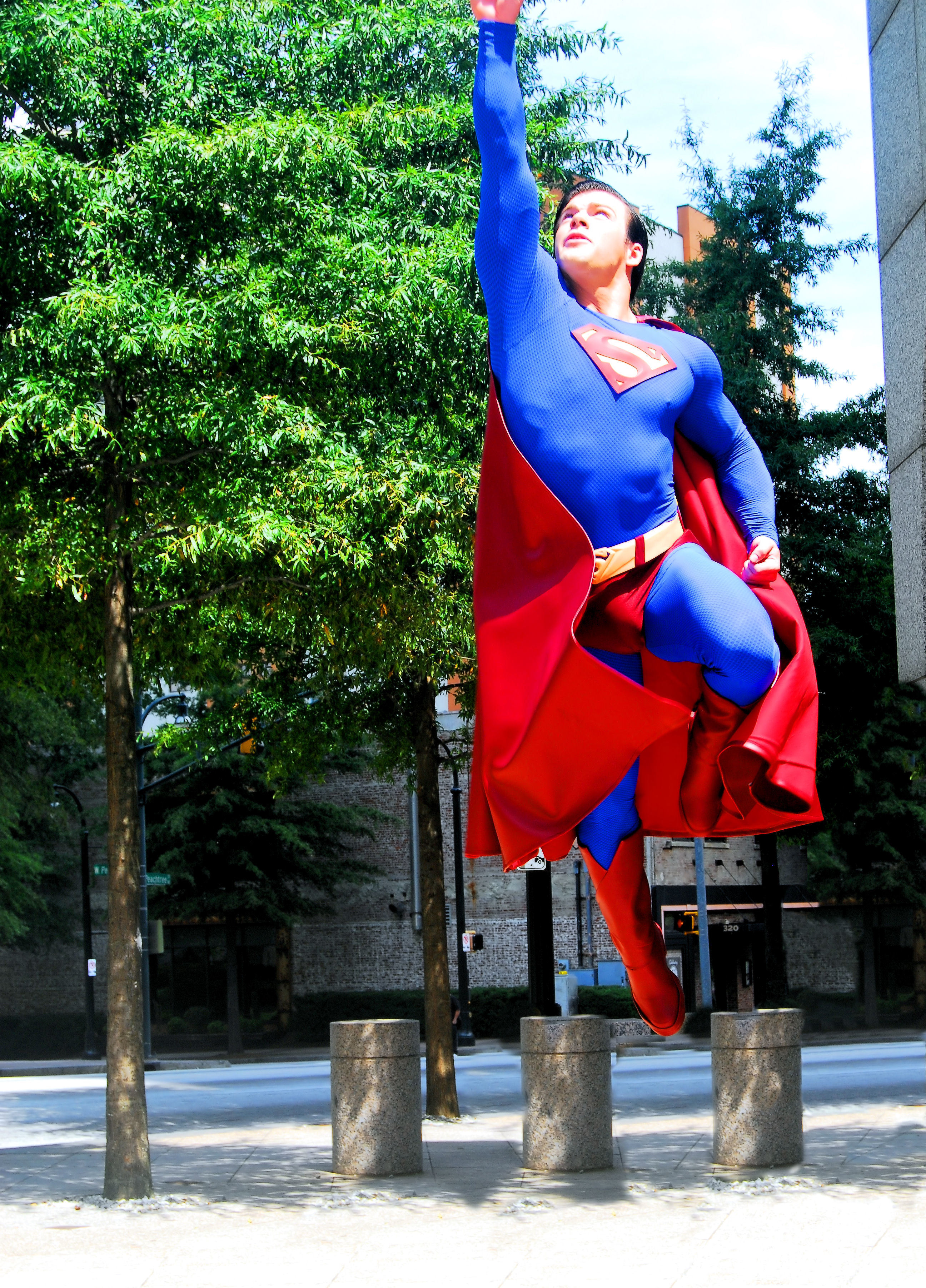
Superman-cosplayer met rode cape
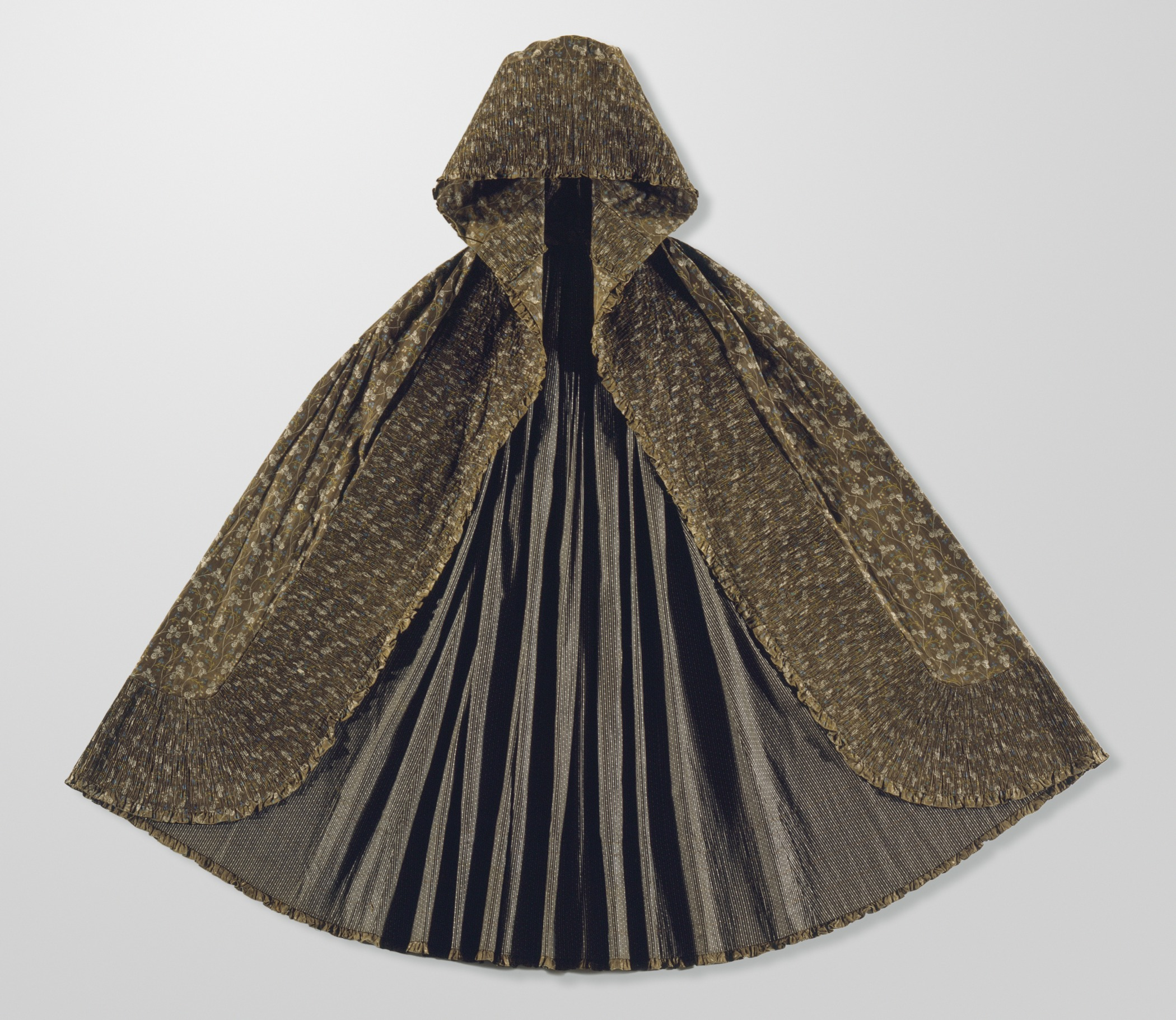
Cape met capuchon
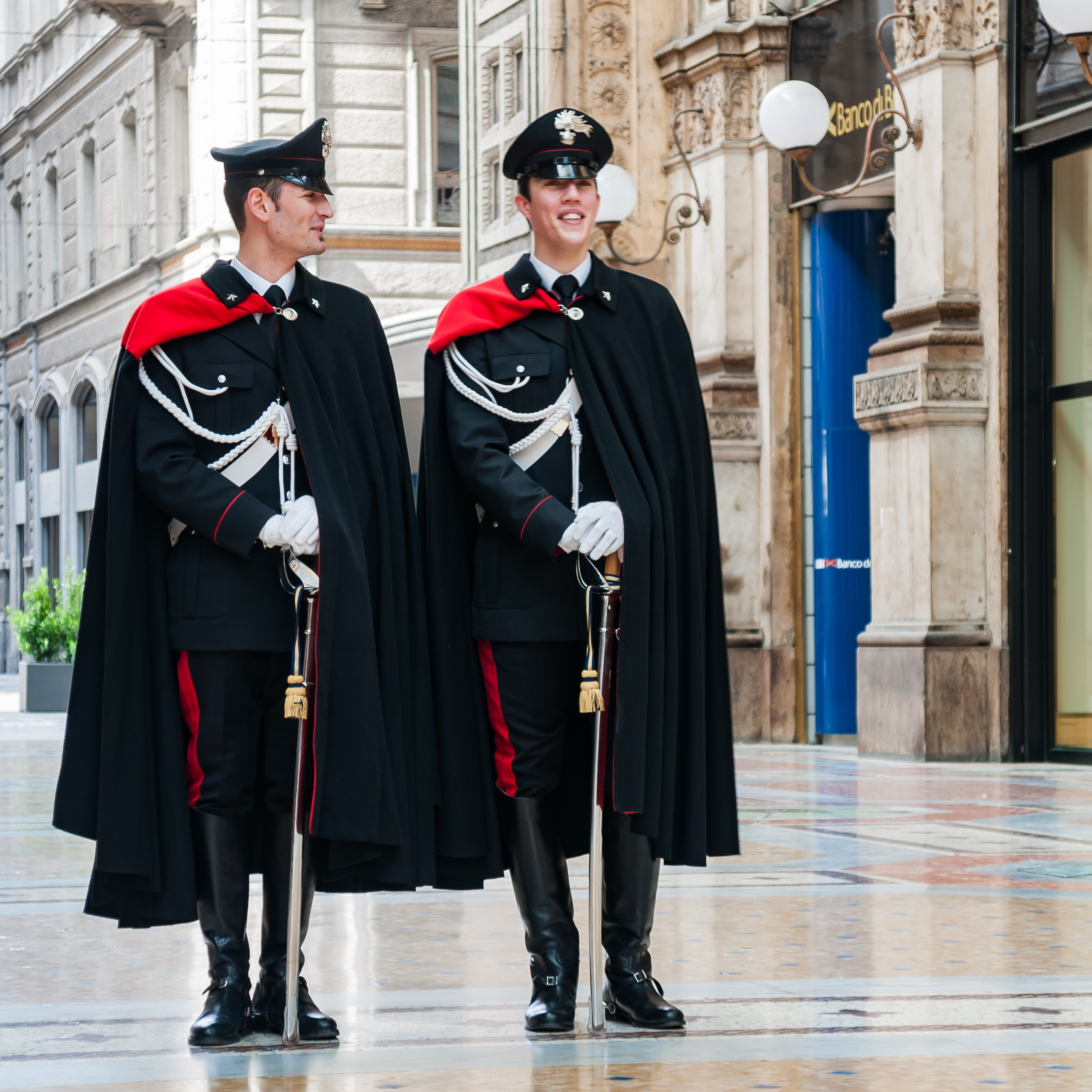
Twee Italiaanse carabinieri (gendarmes) met capes
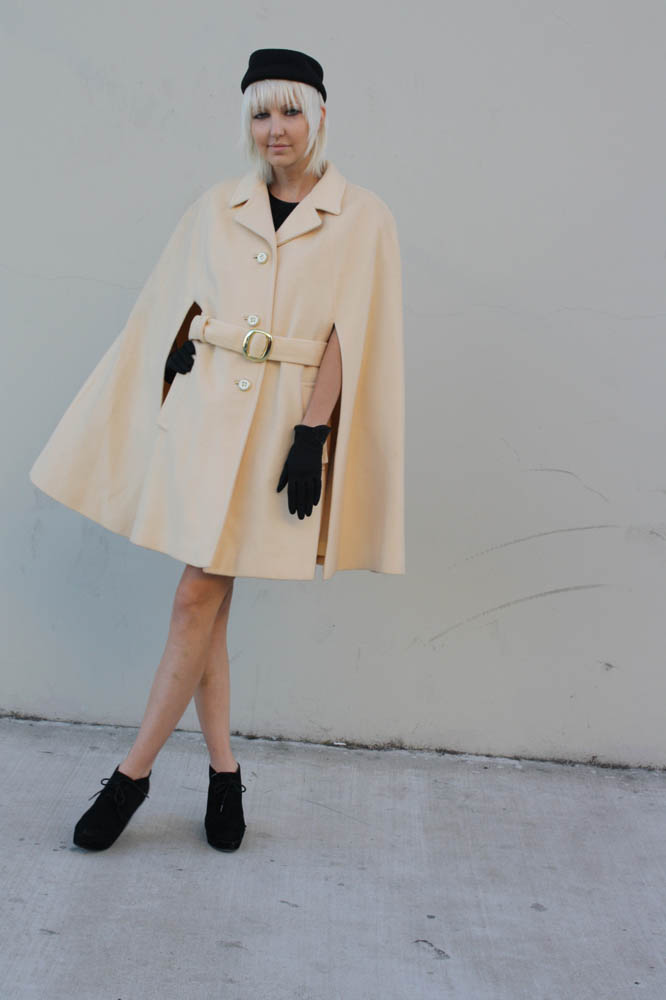
Capejas